# Andrej Rysjikov
 Der er for få eller ingen kildehenvisninger i denne artikel, hvilket er et problem. Du kan hjælpe ved at angive troværdige kilder til de påstande, som fremføres i artiklen.

Andrej Rysjikov (russisk: Андрей Викторович Рыжиков tr. Andrej Viktorovitj Rysjikov; født 10. marts 1988) i Sjebekino, Belgorod oblast, USSR) er en russisk fodboldmålmand. Han er lillebror til Sergej Rysjikov.